# Scelte del primo giro nel draft dei Las Vegas Raiders

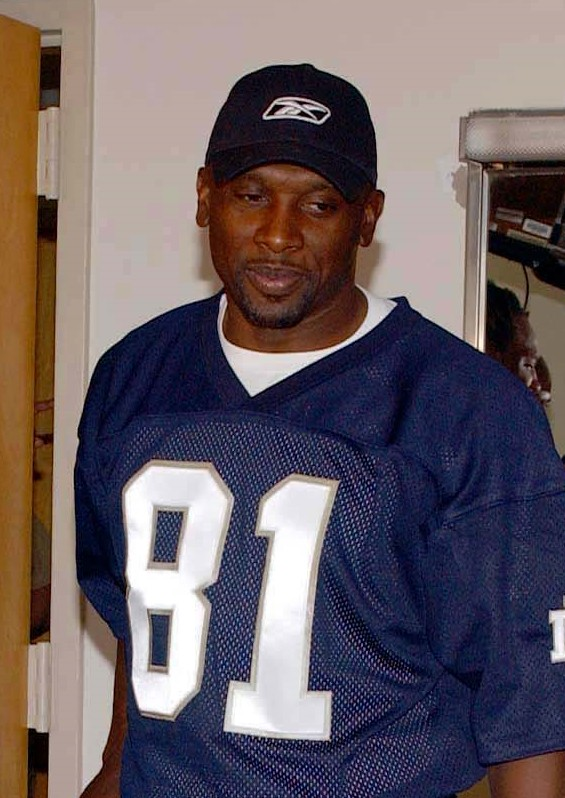
Tim Brown, una delle scelte del primo giro dei Raiders nel Draft NFL 1988 e membro della Pro Football Hall of Fame

I Las Vegas Raiders sono una squadra professionistica di football americano della National Football League (NFL) con sede a Las Vegas, Nevada e giocano nella American Football Conference West Division (AFC West).
La squadra nacque ad Oakland in California nel 1960 come membro fondatore dell'American Football League, lega che nel 1970 si fuse con la più antica National Football League. Nel 1982 i Raiders si trasferirono a Los Angeles, dove rimasero fino al 1995 quando fecero ritorno ad Oakland da dove poi, nel 2020, si trasferirono a Las Vegas.

## Il draft della NFL
Il Draft NFL, ufficialmente chiamato Player Selection Meeting, si tiene annualmente nel mese di Aprile ed è l'evento principale della NFL per permettere alle squadre di selezionare, in modo equanime, i nuovi talenti, provenienti principalmente dal college football. L'ordine di scelta viene determinato sulla base del record e del piazzamento ottenuto nella stagione precedente: la prima squadra a scegliere è quella che ha avuto il peggior record nella stagione regolare e poi via via tutte le altre squadre non classificate ai play-off. Le squadre che hanno partecipato ai play-off sono quindi classificate in ordine inverso a secondo di quanto sono avanzate nella post-season: prima quelle uscite nel turno delle Wild-Card, poi quelle nel Divisional Round e quindi quelle che hanno perso il Championship Game. La penultima a scegliere sarà quindi la squadra perdente al Super Bowl e l'ultima la vincente.
L'ordine di scelta viene ripetuto per i sette giri di cui è composto il draft. Le squadre possono scambiare le scelte disponibili al draft con le altre squadre in cambio di giocatori o di altre scelte, e quindi può capitare che una squadra ad un giro non abbia nessuna scelta oppure più scelte disponibili.

## Scelte
Al 2024 la franchigia ha selezionato nel corso delle varie edizioni del draft complessivamente 63 giocatori nel primo giro, due dei quali come primi assoluti.
Le squadre di college che hanno fornito più prime scelte ai Raiders sono i Buckeyes dell'Università statale dell'Ohio e i Crimson Tide dell'Università dell'Alabama, entrambe con cinque giocatori scelti.
Dal 1960 al 1966 la AFL e la NFL tenevano due draft separati, mentre a partire dal 1967 tennero un draft comune fino alla fusione del 1970.

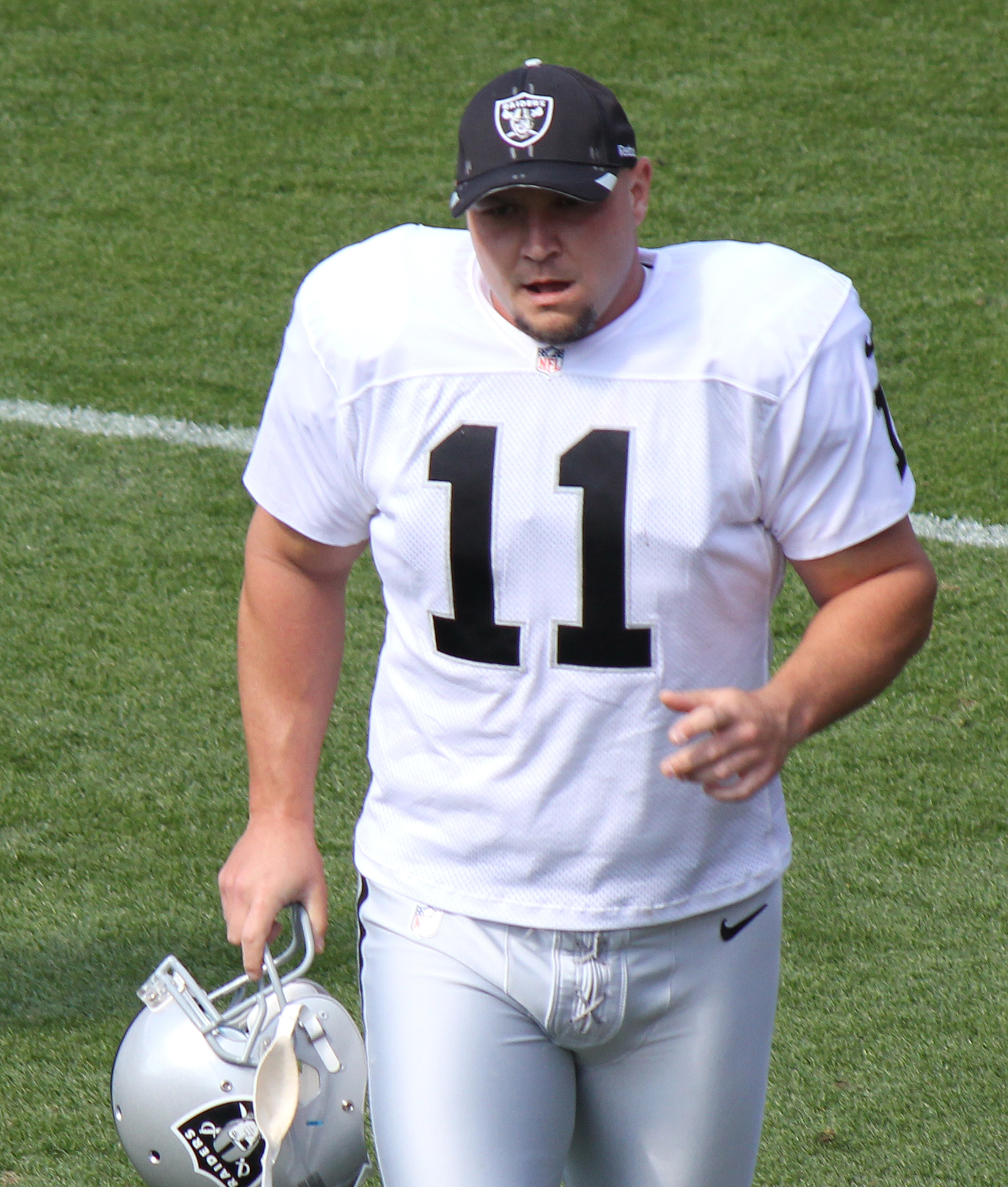
Sebastian Janikowski, scelto nel primo giro nel 2000

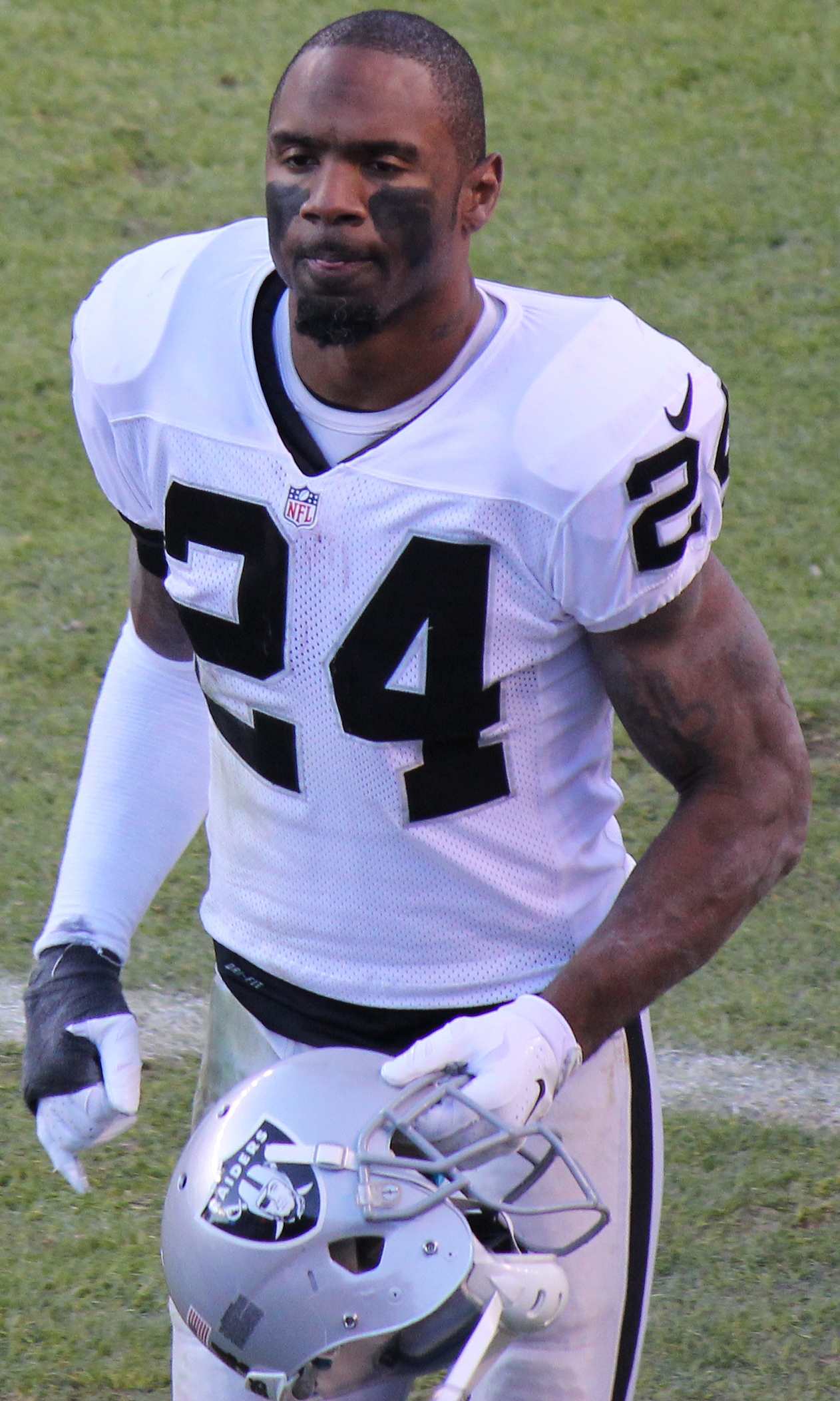
Charles Woodson, scelto nel primo giro nel 1998

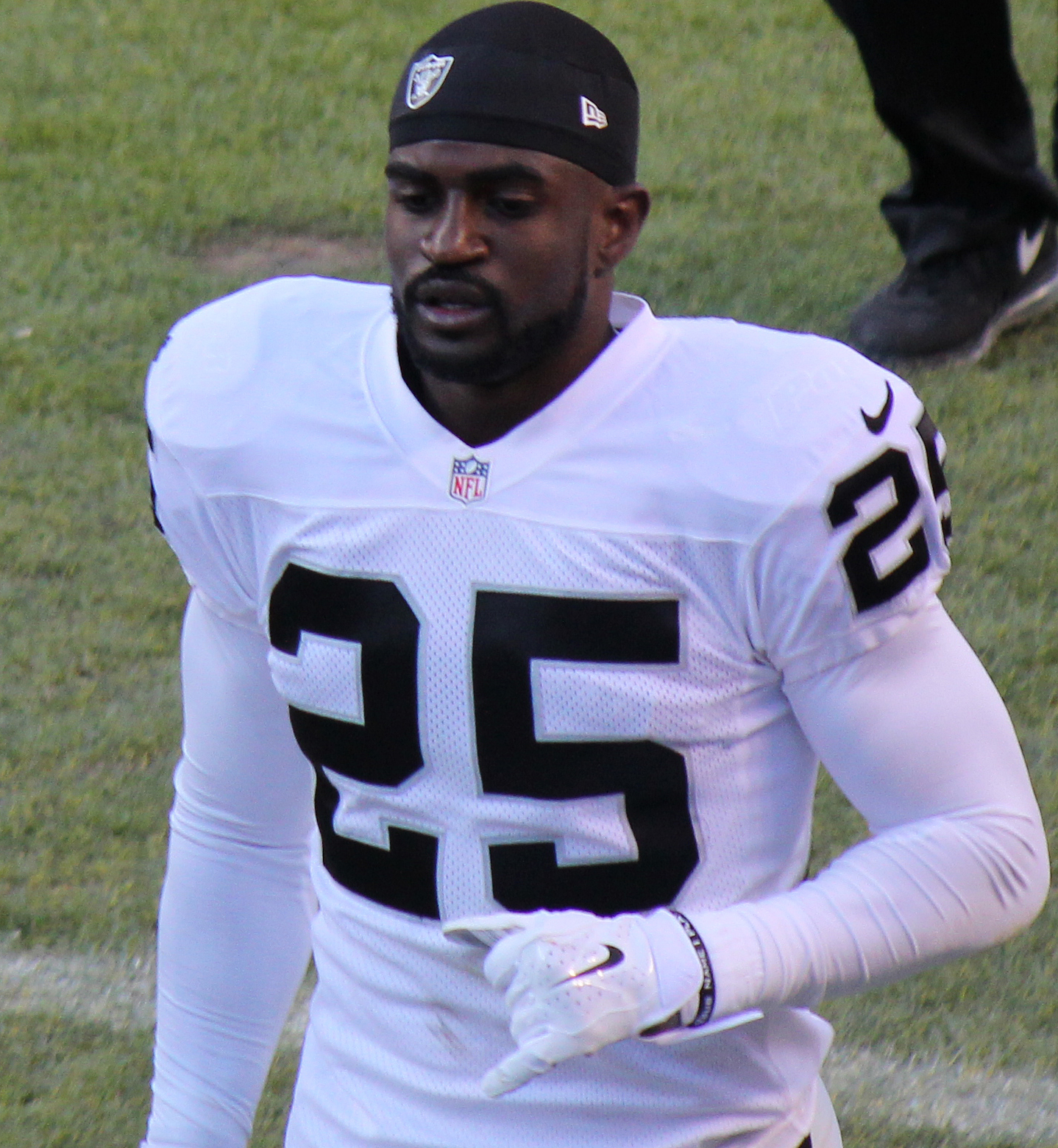
D.J. Hayden, scelto nel primo giro nel 2013

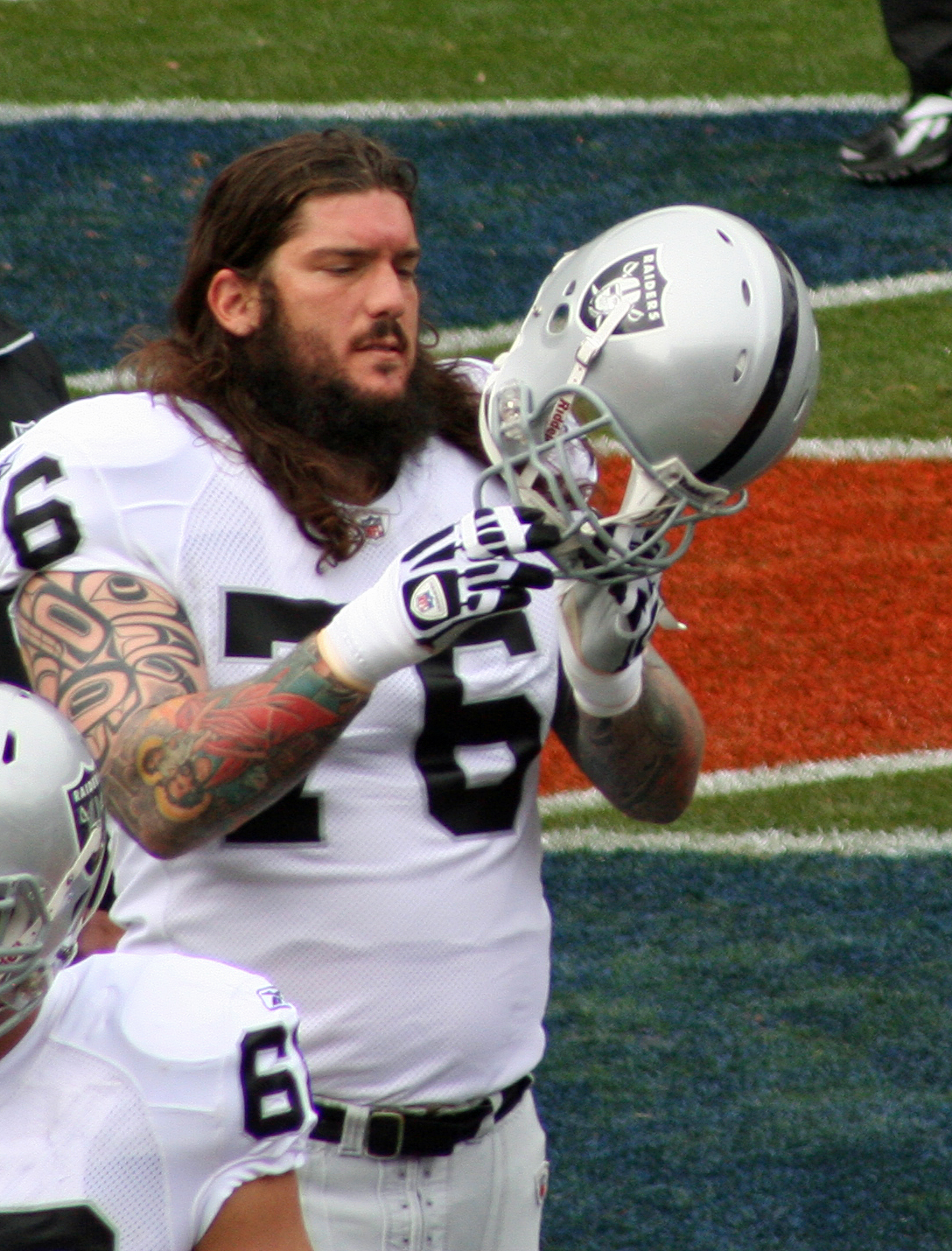
Robert Gallery, scelto come secondo assoluto 2004

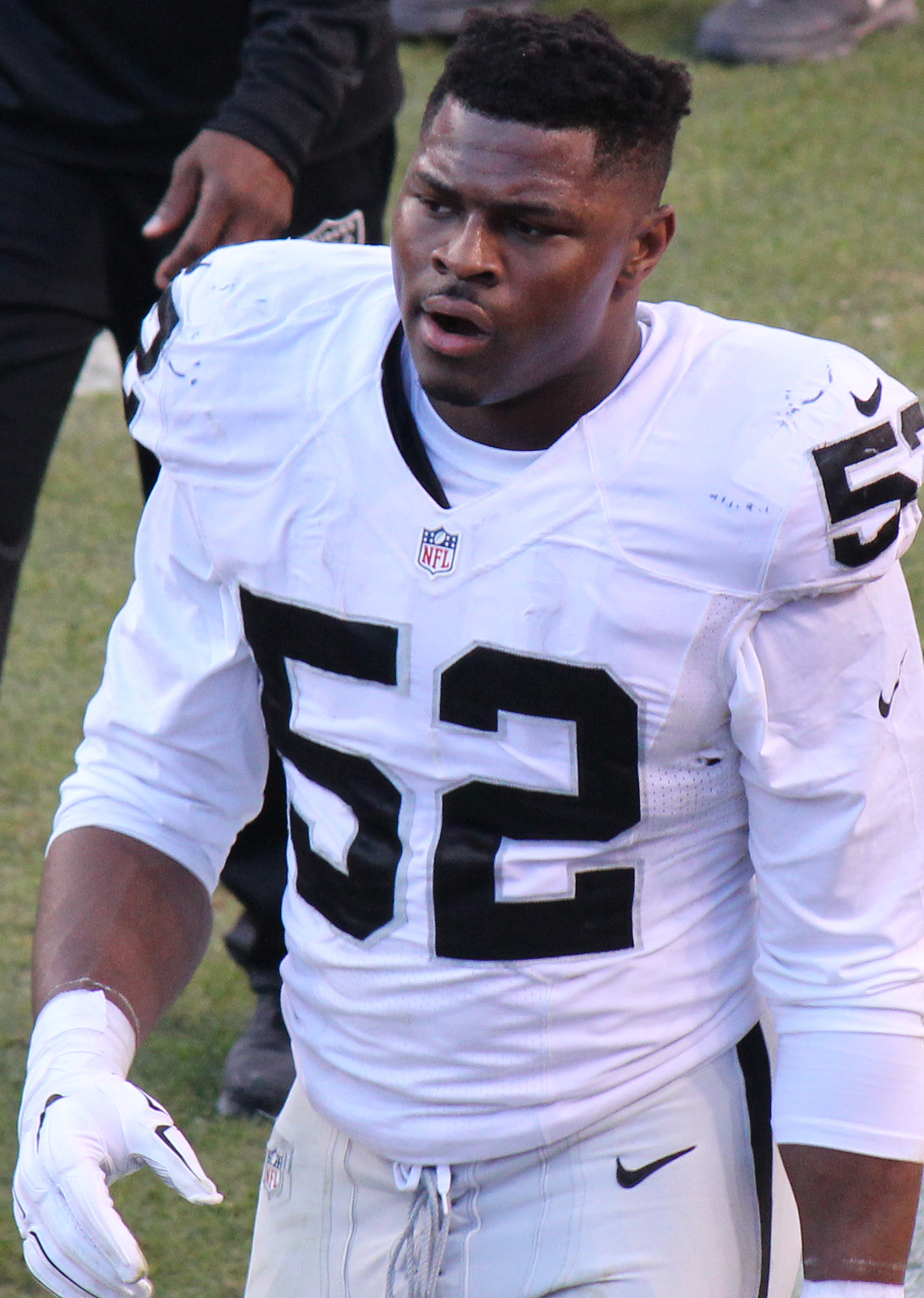
Khalil Mack, scelto come quinto assoluto nel 2014

| ^ | Membro della Pro Football Hall of Fame. |
| * | Scelto come primo assoluto              |

| Anno | Scelta         | Giocatore            | Ruolo          | College              | Note        |
| ---- | -------------- | -------------------- | -------------- | -------------------- | ----------- |
| 1960 | N.D.           | Dale Hackbart        | DB             | Wisconsin            |             |
| 1961 | 4ª             | Joe Rutgens          | DT             | Illinois             |             |
| 1962 | 1ª             | Roman Gabriel*       | QB             | NC State             | [ 3 ] [ 4 ] |
| 1963 | Nessuna scelta | Nessuna scelta       | Nessuna scelta | Nessuna scelta       |             |
| 1964 | 7ª             | Tony Lorick          | RB             | Arizona State        |             |
| 1965 | 3ª             | Harry Schuh          | T              | Memphis              |             |
| 1966 | Nessuna scelta | Nessuna scelta       | Nessuna scelta | Nessuna scelta       |             |
| 1967 | 17ª            | Gene Upshaw^         | G              | Texas A&M-Kingsville |             |
| 1968 | 25ª            | Eldridge Dickey      | WR             | Tennessee State      |             |
| 1969 | 22ª            | Art Thoms            | DT             | Syracuse             |             |
| 1970 | 24ª            | Raymond Chester      | TE             | Morgan State         |             |
| 1971 | 19ª            | Jack Tatum           | DB             | Ohio State           |             |
| 1972 | 21ª            | Mike Siani           | WR             | Villanova            |             |
| 1973 | 23ª            | Ray Guy^             | P              | Southern Mississippi |             |
| 1974 | 19ª            | Henry Lawrence       | T              | Florida A&M          |             |
| 1975 | 24ª            | Neal Colzie          | DB             | Ohio State           |             |
| 1976 | Nessuna scelta | Nessuna scelta       | Nessuna scelta | Nessuna scelta       |             |
| 1977 | Nessuna scelta | Nessuna scelta       | Nessuna scelta | Nessuna scelta       |             |
| 1978 | Nessuna scelta | Nessuna scelta       | Nessuna scelta | Nessuna scelta       |             |
| 1979 | Nessuna scelta | Nessuna scelta       | Nessuna scelta | Nessuna scelta       |             |
| 1980 | 15ª            | Marc Wilson          | QB             | BYU                  |             |
| 1981 | 21ª            | Ted Watts            | DB             | Texas Tech           |             |
| 1981 | 23ª            | Curt Marsh           | G              | Washington           |             |
| 1982 | 10ª            | Marcus Allen^        | RB             | USC                  |             |
| 1983 | 26ª            | Don Mosebar          | C              | USC                  |             |
| 1984 | Nessuna scelta | Nessuna scelta       | Nessuna scelta | Nessuna scelta       |             |
| 1985 | 23ª            | Jessie Hester        | WR             | Florida State        |             |
| 1986 | 24ª            | Bob Buczkowski       | DE             | Pittsburgh           |             |
| 1987 | 15ª            | John Clay            | T              | Missouri             |             |
| 1988 | 6ª             | Tim Brown^           | WR             | Notre Dame           |             |
| 1988 | 9ª             | Terry McDaniel       | DB             | Tennessee            |             |
| 1988 | 25ª            | Scott Davis          | DT             | Illinois             |             |
| 1989 | Nessuna scelta | Nessuna scelta       | Nessuna scelta | Nessuna scelta       |             |
| 1990 | 11ª            | Anthony Smith        | DE             | Arizona              |             |
| 1991 | 24ª            | Todd Marinovich      | QB             | USC                  |             |
| 1992 | 16ª            | Chester McGlockton   | DT             | Clemson              |             |
| 1993 | 12ª            | Patrick Bates        | DB             | Texas A&M            |             |
| 1994 | 22ª            | Rob Fredrickson      | LB             | Michigan State       |             |
| 1995 | 18ª            | Napoleon Kaufman     | RB             | Washington           |             |
| 1996 | 9ª             | Rickey Dudley        | TE             | Ohio State           |             |
| 1997 | 2ª             | Darrell Russell      | DT             | USC                  |             |
| 1998 | 4ª             | Charles Woodson      | DB             | Michigan             |             |
| 1998 | 23ª            | Mo Collins           | G              | Florida              |             |
| 1999 | 18ª            | Matt Stinchcomb      | G              | Georgia              |             |
| 2000 | 17ª            | Sebastian Janikowski | PK             | Florida State        |             |
| 2001 | 28ª            | Derrick Gibson       | DB             | Florida State        |             |
| 2002 | 17ª            | Phillip Buchanon     | DB             | Miami                |             |
| 2002 | 23ª            | Napoleon Harris      | LB             | Northwestern         |             |
| 2003 | 31ª            | Nnamdi Asomugha      | DB             | California           |             |
| 2003 | 32ª            | Tyler Brayton        | DE             | Colorado             |             |
| 2004 | 2ª             | Robert Gallery       | T              | Iowa                 |             |
| 2005 | 23ª            | Fabian Washington    | DB             | Nebraska             |             |
| 2006 | 7ª             | Michael Huff         | DB             | Texas                |             |
| 2007 | 1ª             | JaMarcus Russell*    | QB             | LSU                  |             |
| 2008 | 4ª             | Darren McFadden      | RB             | Arkansas             |             |
| 2009 | 7ª             | Darrius Heyward-Bey  | WR             | Maryland             |             |
| 2010 | 8ª             | Rolando McClain      | LB             | Alabama              |             |
| 2011 | Nessuna scelta | Nessuna scelta       | Nessuna scelta | Nessuna scelta       |             |
| 2012 | Nessuna scelta | Nessuna scelta       | Nessuna scelta | Nessuna scelta       |             |
| 2013 | 12ª            | D.J. Hayden          | DB             | Houston              |             |
| 2014 | 5ª             | Khalil Mack          | LB             | Buffalo              |             |
| 2015 | 4ª             | Amari Cooper         | WR             | Alabama              | [ 5 ]       |
| 2016 | 14ª            | Karl Joseph          | S              | West Virginia        | [ 6 ] [ 7 ] |
| 2017 | 24ª            | Gareon Conley        | CB             | Ohio State           | [ 8 ]       |
| 2018 | 15ª            | Kolton Miller        | T              | UCLA                 | [ 9 ]       |
| 2019 | 4ª             | Clelin Ferrell       | DE             | Clemson              | [ 10 ]      |
| 2019 | 24ª            | Josh Jacobs          | RB             | Alabama              | [ 10 ]      |
| 2019 | 27ª            | Johnathan Abram      | S              | Mississippi State    | [ 10 ]      |
| 2020 | 12ª            | Henry Ruggs          | WR             | Alabama              | [ 11 ]      |
| 2020 | 19ª            | Damon Arnette        | CB             | Ohio State           | [ 11 ]      |
| 2021 | 17ª            | Alex Leatherwood     | T              | Alabama              | [ 12 ]      |
| 2022 | Nessuna scelta | Nessuna scelta       | Nessuna scelta | Nessuna scelta       | [ 13 ]      |
| 2023 | 7ª             | Tyree Wilson         | OLB            | Texas Tech           | [ 14 ]      |
| 2024 | 13ª            | Brock Bowers         | TE             | Georgia              | [ 15 ]      |
| 2025 | 6ª             | Ashton Jeanty        | RB             | Boise State          | [ 16 ]      |